# IP5/愛を探す旅人たち
『IP5/愛を探す旅人たち』（アイ・ピー・ファイブ/あいをさがすたびびとたち、原題：IP5: L'île aux pachydermes）は、1992年制作のフランスの映画。
主演のイヴ・モンタンは、この作品のクランクアップ直前の1991年11月9日に心臓発作で他界し、これが遺作となった（劇中でも心臓発作を起こす展開となっている）。
タイトルは、フランス公開時の副題“L'île aux pachydermes”（「厚皮動物の島」の意味）の頭文字と、ジャン＝ジャック・ベネックスの監督5作品目であることから。

## あらすじ
ストリート・アーティストのトニーは、片思いしているグロリアに会うため、弟分の少年ジョッキーと共にパリからトゥールーズを目指して旅立つ。
途中、2人はレオン・マルセルという老人と出会い、道中を共にするが、レオンは死にかけたウサギを蘇生させるなどの不思議な能力を持つ仙人めいた男で、彼もまた初恋の相手クラリスを探していた。
やがて3人は神秘的な森を通り抜け、美しい湖に行き着いた。そこはレオンの若き日の恋の思い出の場所だった。そこには、クラリスの妹モニクがいた。クラリスはレオンと別れた直後に死んでいたのだ。
3人はトゥールーズを目指して再び出発するが、途中でレオンが心臓発作に襲われ、入院してしまう。レオンが入院した病院の夜勤看護婦となっていたのは、偶然にもグロリアだった。トニーの熱い想いを知ったグロリアは、トニーと結婚することを決意する。
一方、余命いくばくもないレオンはジョッキーと共に憧れのピレネーへ向けて旅立ち、ジョッキーと心配してやってきたトニーとグロリアに見守られて息を引き取るのだった。

## キャスト
- レオン・マルセル：イヴ・モンタン（吹替：納谷悟朗）
- トニー：オリヴィエ・マルティネス（吹替：関俊彦）
- ジョッキー：セクー・サル（吹替：井上瑤）
- グロリア：ジェラルディン・ペラス（吹替：井上喜久子）
- モニク：コレット・ルナール（吹替：秋元千賀子）
- クラリス：コレット・ルナール（二役）

※吹替はVHS・DVDに収録。